# Toma Cantacuzino

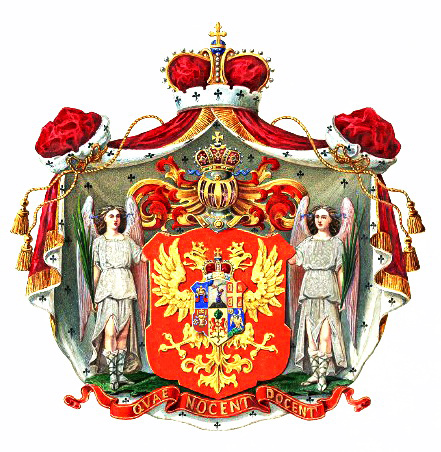
Armele şi stema familiei Cantacuzino dintr-un armoarial rusesc

Toma Cantacuzino (n. București – 22 decembrie 1721, Truhnovo, Rusia) a fost un spătar român și general în armata țaristă. Membru al familiei Cantacuzino, era fiul marelui agă Matei Cantacuzino, deci văr cu voievozii Constantin Brâncoveanu și Ștefan Cantacuzino.

## Biografie
În 1707 a fost numit spătar de către Constantin Brâncoveanu, după ce în 1704 acesta îl demisese din funcția de stolnic.
În aprilie 1711 este semnat în secret Tratatul de la Luțk între domnitorul Moldovei Dimitrie Cantemir și țarul rus Petru cel Mare, în urma căruia Principatul Moldovei trecea de partea Rusiei în lupta antiotomană. Constantin Brâncoveanu, domnitorul Țării Românești, deși negociase și el cu țarul Rusiei, ezita să treacă de partea acestuia. Toma Cantacuzino, care comanda cavaleria Țării Românești, a trecut deschis de partea rușilor la 11 iunie. Această trădare avea să contribuie la mazilirea și execuția lui Constantin Brâncoveanu.
După asediul Brăilei și înfrângerea din Bătălia de la Stănilești,a plecat în Imperiul Rus, unde țarul i-a acordat titlul de conte și l-a numit general-maior în cavaleria imperială rusească.

## Deces
Toma Cantacuzino a primit comanda trupelor care supravegheau construirea unui canal ce trebuia să unească Marea Baltică de Marea Azov. Datorită climei nordice foarte friguroase, moare în decembrie 1721.
Este îngropat în cripta familiei vărului său, Constantin Brâncoveanu, din biserica Mănăstirii Sfântul Nicolae din Moscova.

## Legături externe
- Prințul Toma Cantacuzino a mizat pe victoria lui Petru cel Mare al Rusiei Toma Cantacuzino - din os domnesc, a ajuns „slugă la ruși" Arhivat în 27 septembrie 2013, la Wayback Machine., 31 august 2012
- Mazilirea lui Brancoveanu
- Printul Toma Cantacuzino Arhivat în 27 septembrie 2013, la Wayback Machine.
- Cum a ajuns Brâncoveanu în fața călăului? Arhivat în 27 septembrie 2013, la Wayback Machine.

1. ↑  Library of Congress Authorities, accesat în 14 martie 2025
2. ↑  Czech National Authority Database, accesat în 29 ianuarie 2023
3. 1 2  Czech National Authority Database, accesat în 1 martie 2022